# Nimule
Nimule est une ville du Soudan du Sud, dans l'État d'Équatoria-Oriental. La ville historique de Dufile se trouve à proximité, de l'autre côté de la frontière avec l'Ouganda.